# Thevet-Saint-Julien
Thevet-Saint-Julien é uma comuna francesa na região administrativa do Centro, no departamento Indre. Estende-se por uma área de 31,69 km². Em 2010 a comuna tinha 393 habitantes (densidade: 12,4 hab./km²).